# Decoupling

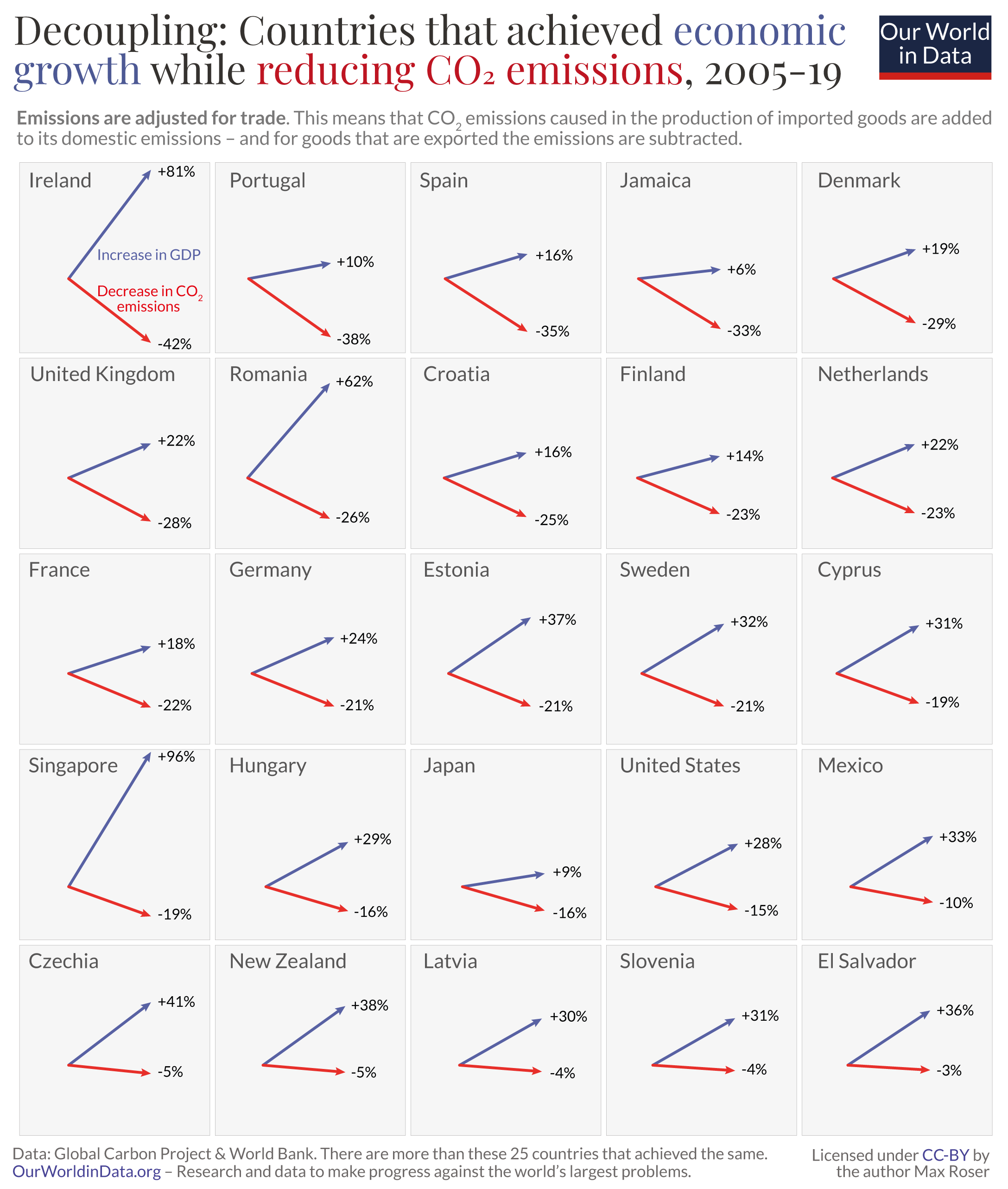
Graf relativního decouplingu některých rozvinutých zemí. Modrá orientovaná úsečka znázorňuje růst HDP, červená pokles emisí oxidu uhličitého.

Decoupling je anglický výraz, který doslovně vyjadřuje oddělení trendů. V kontextu ekologie a ekonomie značí oddělení křivky růstu ekonomického výkonu (HDP) a křivky tlaku na životní prostředí.       
Tlak na životní prostředí je obvykle měřen podle emisí látek ovliňující stav životního prostředí (znečisťující látky nebo např. skleníkové plyny). Samotný decoupling je pak vyjádřen intenzitou produkce emisí ku ekonomickému výkonu (HDP). Některé rozvinuté země v posledních letech dosáhly relativního decouplingu. V globálním měřítku (ultimátně) ale k decouplingu nedochází, a podle současné praxe a teorie tak není ultimátní oddělení růstu a tlaku na životní prostředí možné. 

## Absolutní a relativní decoupling
Cílem[čí?] je dosáhnout absolutního decouplingu, protože celková zátěž životního prostředí závisí na absolutních hodnotách vypouštěného znečištění.       
Zkoumání tohoto předpokladu pro teoreticky neomezený ekonomický růst se stalo cílem mnoha autorů, a to především v posledních letech.                                 

## Důležitost a politická debata
Zda-li je možné se těšit jak z ekonomického růstu, tak z ekologické udržitelnosti je jednou ze stěžejních otázek určující politickou debatu o klimatické krizi. Tato debata se dá (mimo jiné) rámovat jako konflikt zeleného růstu a post-růstových konceptů (např. nerůst). V poslední dekádě je to právě zelený růst, který dominuje klimatické politice jak národních tak nadnárodních institucí. OSN, Evropská unie a mnoho států tak staví svá východiska z klimatické krize na modelech, které počítají s nekončícím ekonomickým růstem. Toto přesvědčení, že můžeme stále ekonomicky růst a zároveň řešit problémem změny klimatu stojí na právě na předpokladu, že decoupling je možný, tedy můžeme oddělit ekonomický růst od tlaku na životní prostředí. Je tedy ve veřejném zájmu, aby tato hypotéza možného decouplingu byla potvrzena či vyvrácena.        

## Analýza možností decouplingu
V současné době vzniká mnoho studií (i meta studií) zabýajících se možností absolutního decouplingu. Jejich výsledky tvrdí, že nejenže k absolutnímu decouplingu nikde nedochází, ale, takový decoupling se teoreticky jeví jako nedosažitelný.  European Environmental Bureau ve své metastudii o decouplingu přináší 7 základních principů, na jejichž základě není decoupling možný.

#### Růst spotřeby energií
Při extrakci zdrojů se obvykle volí nejlevnější a nejschůdnější cesta. S postupem času tak lidstvu zbývají hůře dostupné zdroje, jejichž cena ( i externalitami) roste. Nové zdroje s sebou nesou jak vyšší ekologickou tak společenskou zátež. Viz např. klesající EROeI fosilních paliv. 

#### Jevonsův paradox (rebound efekt)
Vylepšení efektivity využití určitého zdroje je ale částečně nebo úplně kompenzováno rostoucí spotřebou daného zdroje. Na tento fenomén poprvé upozornil britský ekonom William Stanley Jevons. Základem jeho teorie je koncept indukce spotřeby (rebound effect). Jevons si všiml, že vylepšení efektivity spalování uhlí nevedlo k jeho nižší spotřebě, ale naopak, se zvedla poptávka a celkové množství spáleného uhlí vzrostlo.  Jevonsův paradox je aplikovatelný i na jiné situace a lze jej zobecnit: Zvyšování účinnosti využívání zdroje vede ke zvyšování rychlosti spotřeby daného zdroje.

#### Přesunutí problému
Technologické řešení určitého environmentálního problému může přinášet problémy nové a/nebo daný problém zhoršit. Typickým příkladem je produkce elektických automobilů, které kladou obrovský tlak na extrakci neobnovitelných zdrojů jako je lithium, měď či kobalt. Celkové negativní environmetntální dopady takové změny tak mohou být větší, než přináší současný stav.

#### Iluze sektoru služeb
Mnoho argumentů pro decoupling se opírá o předpoklad rozvoje sektoru služeb, které podle zastanců zeleného růstu nestojí toliko na materiálních a energetických vstupech. Na druhou stranu se uvádí, že sektor služeb nutně stojí na materiální ekonomice. Služby mají značnou ekologickou stopu, která spíše přidává, než nahrazuje, stopu zboží. 

#### Limity recyklování
Míra recyklace je v současnosti stále velmi nízká, avšak pozvolna roste. Nicméně recyklování stále vyžaduje nemalé množství energie a dalších surových materiálů, často v čisté (nerecyklované) kvalitě. Mnoho materiálů s rostoucí mírou recyklace ztrácí své původní vlastnosti a nejsou tak recyklovatelné donekonečna. Recyklace je tak značně omezena ve své schopnosti dodávat zdroje pro rostoucí materiální ekonomiku. 

## Závěr
Validita diskurzu zeleného růstu (a také udržitelného rozvoje) leží právě na bedrech možného decouplingu. Dle literatury ovšem neexistuje empirický důkaz pro decoupling. V případě materiálu, energie, vody, emisí skleníkových plynů, půdy, znečištění vody a ztrýty biodiversity dochází buď pouze k relativnímu decouplingu, nebo je pouze došasný, nebo lokální. Ve valné většině zkoumání dochází pouze k decouplingu relativnímu. Pokud dochází k absolutnímu decouplingu, děje se tak jen na krátký časový úsek, týká se jen několika málo indikátorů a dochází k němu jen na určitém vymezeném místě. 
Základní argument pro decoupling, zvyšování technologické efektivity, je tak nutné doplnit o snižování celkové ekonomické produkce v mnoha sektorech a současně o snižování spotřeby. 